# Rich Hill (Missouri)
Pour les articles homonymes, voir Rich Hill.
Rich Hill est une ville du comté de Bates, dans le Missouri, aux États-Unis,. Située au sud du comté, elle est incorporée en 1880.

## Démographie
Lors du recensement de 2010, la ville comptait une population de 1 396 habitants. Elle est estimée, en 2016, à 1 332 habitants.

## Source de la traduction
- (en) Cet article est partiellement ou en totalité issu de l’article de Wikipédia en anglais intitulé « Rich Hill, Missouri » (voir la liste des auteurs).